# Marquaix
Marquaix település Franciaországban, Somme megyében. Lakosainak száma 189 fő (2022. január 1.). Marquaix Longavesnes, Roisel, Tincourt-Boucly és Villers-Faucon községekkel határos.

## Népesség
A település népességének változása:
| Lakosok száma | 219  | 213  | 208  | 200  | 197  | 194  | 191  | 189  | 189  |
|               | 2013 | 2015 | 2016 | 2017 | 2018 | 2019 | 2020 | 2021 | 2022 |